# Ischalia takane
Ischalia takane is een keversoort uit de familie Ischaliidae. De wetenschappelijke naam van de soort is voor het eerst geldig gepubliceerd in 1994 door M. Saito.